# Logania munchya
Logania munchya är en fjärilsart som beskrevs av Hans Fruhstorfer 1915. Logania munchya ingår i släktet Logania och familjen juvelvingar. Inga underarter finns listade i Catalogue of Life.